# Баженовка (Красноярский край)
Баженовка — деревня в Большеулуйском районе Красноярского края. Входит в состав Новоникольского сельсовета.

## География
Деревня находится в западной части края, в подтаёжно-лесостепном районе лесостепной зоны, на правом берегу реки Кумырки, на расстоянии приблизительно 6 километров (по прямой) к северо-востоку от Большого Улуя, административного центра района. Абсолютная высота — 216 метров над уровнем моря.
Климат
Климат характеризуется как резко континентальный, с продолжительной морозной зимой и коротким тёплым летом. Средняя температура воздуха самого тёплого месяца (июля) составляет 17,9 °C (абсолютный максимум — 38 °C); самого холодного (января) — −18,2 °C (абсолютный минимум — −61 °C). Продолжительность безморозного периода составляет в среднем 105 дней. Среднегодовое количество атмосферных осадков составляет 474 мм, из которых 341 мм выпадает в период с апреля по октябрь.

## История
Основана в 1893 году. По данным 1926 года имелось 115 хозяйств и проживало 584 человека (274 мужчины и 310 женщин). В национальном составе населения того периода преобладали русские. Функционировала школа I ступени. В административном отношении являлась центром Баженовского сельсовета Больше-Улуйского района Ачинского округа Сибирского края.

## Население
| 2010 |
| ---- |
| 52   |

Половой состав
По данным Всероссийской переписи населения 2010 года в гендерной структуре населения мужчины составляли 51,9 %, женщины — соответственно 48,1 %.
Национальный состав
Согласно результатам переписи 2002 года, в национальной структуре населения русские составляли 88 % из 85 чел.